# Maximilian von Weichs
Maximilian Maria Joseph Karl Gabriel Lamoral Reichsfreiherrvon und zu Weichs an der Glonn (12 de novembre de 1881 - 27 de setembre de 1954) va ser un mariscal de camp alemany del Heer de l'Alemanya nazi durant la Segona Guerra Mundial.
Nascut en una família aristocràtica, Weichs es va unir a la cavalleria bavaresa el 1900 i va lluitar a la Primera Guerra Mundial. En esclatar la Segona Guerra Mundial, va comandar el XIII Cos durant la invasió de Polònia. Més tard, va comandar el Segon Exèrcit durant les invasions de França, Iugoslàvia i la Unió Soviètica.
L'agost de 1942, durant el Cas Blau, l'ofensiva alemanya al sud de Rússia, va ser nomenat comandant del Grup d'Exèrcits B. El 1944, Weichs va comandar el Grup d'Exèrcits F als Balcans, supervisant la retirada alemanya de Grècia i la major part de Iugoslàvia. Durant els Judicis de Nuremberg, Weichs va ser implicat en crims de guerra comesos als Balcans, i estava previst que participés en el Judici dels Ostatges de l'exèrcit dels Estats Units. Va ser retirat del procediment per "motius mèdics" sense haver estat jutjat ni sentenciat.

## Biografia
Nascut el 1881 en una família aristocràtica , el seu pare era coronel i baró, Maximilian von Weichs va entrar a la cavalleria bavaresa el 1900 i va ser assignat al 2n Regiment . El 1910 va assistir a l'acadèmia militar i va participar a la Primera Guerra Mundial com a oficial d'estat major dins d'una divisió de cavalleria bavaresa. Després de la guerra va romandre al recentment creat Reichswehr, on va treballar en diversos llocs d'estat major.

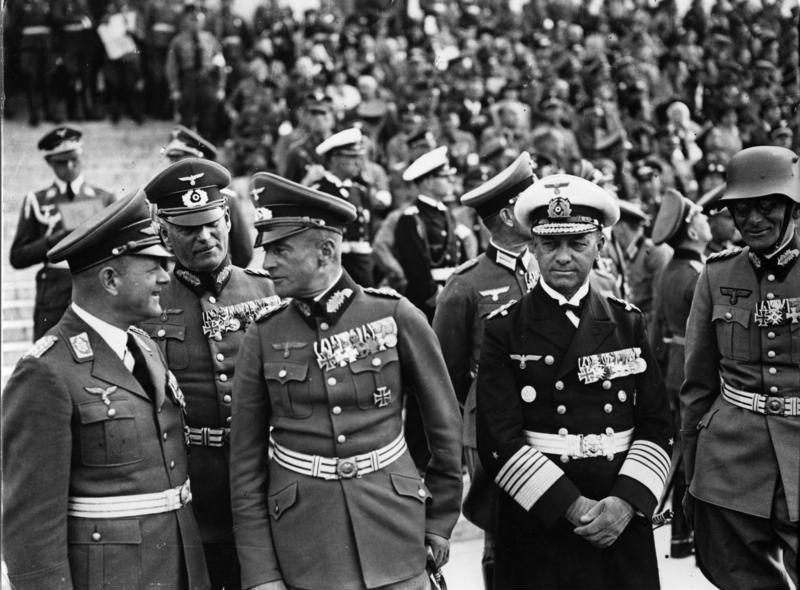
Els generals Milch, Keitel, Brauchitsch, l'almirall Raeder i Weichs a la Concentració de Nuremberg del 1938

El 1933 va ser ascendit a general i se li va assignar el comandament de la 3a Divisió de Cavalleria, que més tard es va convertir en la primera formació blindada de la Wehrmacht el 1935 : la 1a Divisió Panzer, dirigint la unitat en maniobres que van impressionar el comandant en cap de l'exèrcit, Werner von Fritsch. Les credencials aristocràtiques i de cavalleria de Weichs van demostrar la influència contínua d'aquestes elits militars en la força modernitzadora d'Alemanya. A l'octubre de 1937, va esdevenir el comandant del XIII Cos d'Exèrcit que va dirigir a Àustria durant l'Anschluss i,  més tard, va servir a l'annexió alemanya dels Sudets el 1938.
Per preparar-se per a la invasió alemanya de Polònia, que va iniciar la Segona Guerra Mundial a Europa el 1939, Weichs va ser nomenat cap del seu propi Cos d'Exèrcit "Weichs". Després de la rendició polonesa, va ser nomenat comandant en cap del 2n Exèrcit, que formava part del Grup d'Exèrcits A de von Rondstedta l'Oest. Després de la batalla de França, va ser guardonat amb la Creu de Cavaller de la Creu de Ferro i ascendit a Generaloberst. Liderant el seu exèrcit, Weichs va participar més tard a la campanya dels Balcans durant l'Operació 25; on el 19 de maig, poc després de la capitulació de Iugoslàvia, va ordenar una ràtio de represàlia objectiu de cent serbis que fossin assassinats per cada soldat alemany ferit pels partisans . Com a preparació per a l'operació Barbarroja, la invasió alemanya de la Unió Soviètica, va ser assignat a dirigir el 2n Exèrcit com a part del Grup d'Exèrcits Centre de von Bock. Va dirigir el 2n Exèrcit el 1941 a través de les batalles de Kíiv, la Smolensk i després cap a Viazma i  Bryansk; al novembre, abans del contraatac soviètic que va impedir l'ocupació de Moscou, va emmalaltir, i no va tornar al servei fins al gener de 1942.
El 13 de juliol de 1942, per a Fall Blau, Weichs va ser assignat per liderar el recentment creat Grup d'Exèrcits B  i va dirigir les operacions al llarg del Don i Stalingrad , que van continuar amb resultats diversos fins a la tardor. El Grup d'Exèrcits B estava compost pel 2n Exèrcit de Salmuth, el 4t Exèrcit Panzer de Hoth i el 6è Exèrcit de Paulus. A més dels exèrcits alemanys, el Grup d'Exèrcits B incloïa el 2n Exèrcit hongarès, el 8è Exèrcit italià, el Tercer i el Quart Exèrcits romanesos. El 6è Exèrcit va ser assignat per prendre la ciutat de Stalingrad i cobrir aproximadament 800 km de front.
El Grup d'Exèrcits B va ser atacat per l' Exèrcit Roig a partir del 19 de novembre de 1942; l'Operació Urà soviètica va trencar els exèrcits romanesos pels seus flancs, provocant l'encerclament catastròfic del 6è Exèrcit del general Paulus que lluitava a Stalingrad. Von Weichs, agafat per sorpresa i sense reserves mòbils, no va poder controlar la situació; inicialment va pensar que era oportú aconsellar la retirada de l'exèrcit a Stalingrad i va donar suport a les peticions del general Paulus d'una retirada immediata; tanmateix, posteriorment, von Weichs va acceptar passivament les decisions de Hitler que imposaven resistència in situ i la formació d'una gran bossa i va deixar tota la responsabilitat de les decisions finals al general Paulus. Malgrat això, Weichs va perdre el favor de Hitler i, en conseqüència, parts del Grup d'Exèrcits B van ser retirades del comandament de Weichs i incorporades a un nou "Grup d'Exèrcits Don", liderat per Erich von Manstein.
Mentre el mariscal de camp von Manstein intentava sense èxit ajudar l'exèrcit del general Paulus, que estava encerclat a la bossa de Stalingrad, von Weichs va haver d'afrontar les noves i poderoses ofensives de l'Exèrcit Roig al sector del Don, que van provocar nous col·lapses del front de l'Eix i la destrucció progressiva d'una gran part de les forces del Grup d'Exèrcits B. El 16 de desembre de 1942, va començar l'operació Petit Saturn al sector mitjà del Don, defensat principalment per la força expedicionària italiana, que va ser desbordada i es va retirar en derrota; després d'haver tapat l'avenç amb expedients improvisats, von Weichs va ser atacat més al nord, a la zona defensada per les tropes hongareses i el Cos Alpí Italià; l'ofensiva Ostrogorzk-Rossoš va començar el 12 de gener de 1943 i va acabar en pocs dies amb una nova derrota i la dramàtica retirada dels supervivents.
Finalment, el 24 de gener de 1942, l'Exèrcit Roig va atacar més al nord i va llançar l'ofensiva de Vorónej-Kastornoie contra les últimes forces capaces del Grup d'Exèrcits B de von Weichs; els alemanys es van arriscar a una altra catàstrofe i el 2n Exèrcit va haver de retirar-se per evitar ser també completament encerclat. Amb aquesta última batalla, el Grup d'Exèrcits B pràcticament havia desaparegut i es va dissoldre oficialment el 12 de febrer de 1943; les tropes supervivents van ser assignades al Grup d'Exèrcits Sud del mariscal de camp von Manstein i al Grup d'Exèrcits Centre del mariscal de camp Günther von Kluge.
Weichs va ser ascendit a Generalfeldmarschall l'1 de febrer de 1943.L'agost de 1943, Weichs va ser nomenat comandant del Grup d'Exèrcits F als Balcans, dirigint operacions contra grups partisans locals. A partir de l'agost de 1943, Weichs també va ser OB Südost, comandant en cap de la Grècia i els Balcans ocupats pels alemanys (Iugoslàvia, Albània i Tràcia). El seu quarter general va ser primer a Belgrad i, a partir del 5 d'octubre de 1944, a Vukovar. L'abril de 1944, Weichs va ser nomenat comandant de totes les tropes alemanyes a Hongria. A finals de 1944, va supervisar la retirada alemanya de Grècia i la major part de Iugoslàvia.

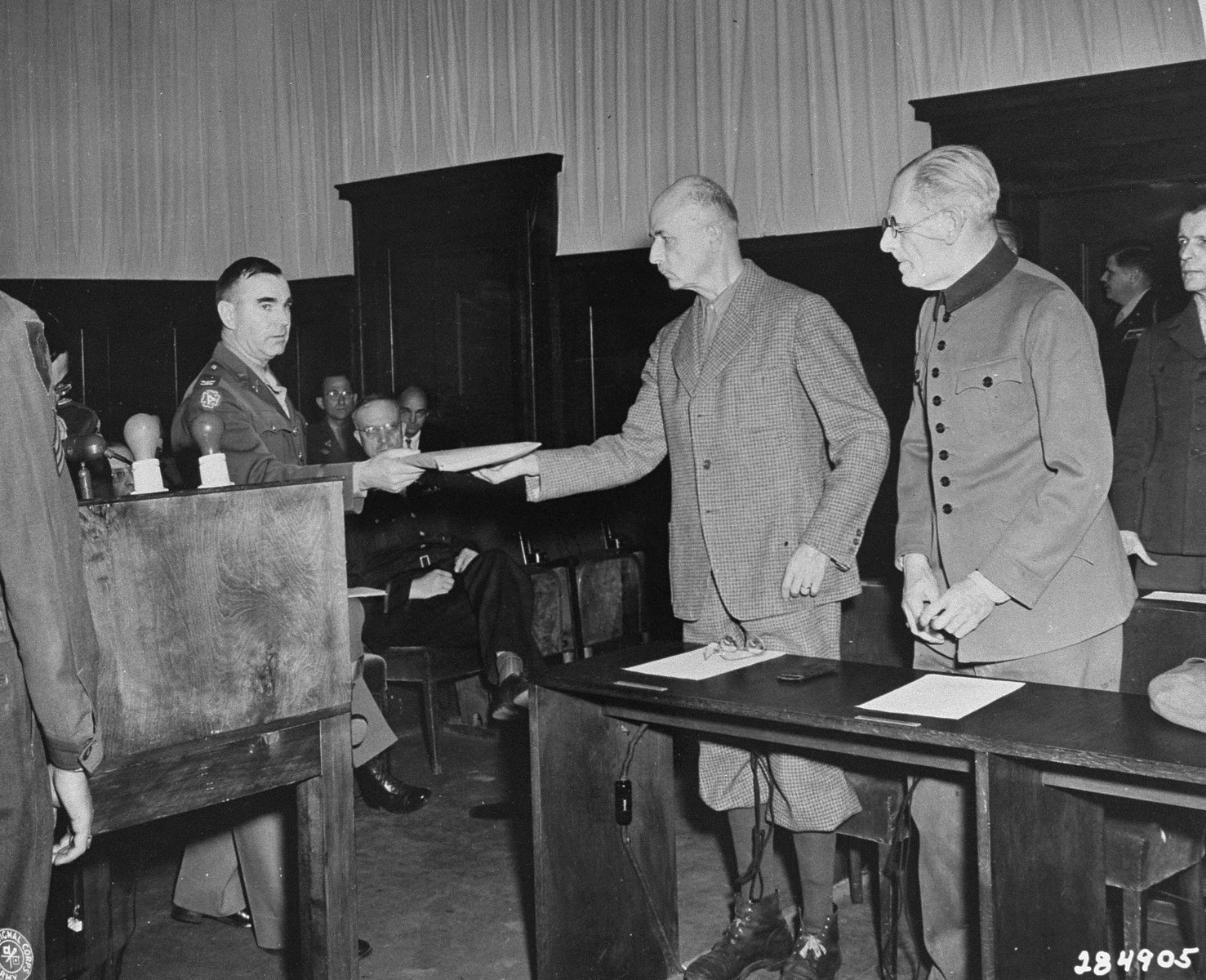
Weichs (dreta) el 1947 durant el judici dels ostatges

Weichs es va retirar de la seva carrera militar el 25 de març de 1945 i va ser arrestat per les tropes estatunidenques al maig. Durant els judicis de Nuremberg, es va dir que Weichs estava implicat en crims de guerra comesos mentre reprimien els partisans. Va ser retirat del judici dels ostatges de l'exèrcit dels Estats Units per motius mèdics sense haver estat jutjat ni condemnat.
Weichs va morir el 27 de setembre de 1954 a Bonn, Alemanya Occidental, a l'edat de 72 anys.

## Dates de promoció
Fähnrich; (15 de juliol de 1900)
 Leutnant (12 de març de 1902);
  Oberleutnant (3 de març de 1911);
 Hauptman (1914);
 Major (1 de febrer de 1921);
 Oberstleutnant (1 de febrer de 1928);
 Oberst (1 de novembre de 1930);
 Generalmajor (1 d'abril de 1933);
 Generalleutnant (1 d'abril de 1935);
 General der Kavallerie (1 d'octubre de 1936);
 Generaloberst (19 de juliol de 1940)
 Generalfeldmarschall (1 de febrer de 1943)

## Condecoracions
Creu de Cavaller de la Creu de Ferro amb Fulles de Roure
 Creu de Cavaller - 29 de juny de 1940 (com General der Kavallerie i commandant en cap del 2. Armee)
 Fulles de Roure - 5 de febrer de 1945) (com Generalfeldmarschall i comandant en cap del Heeresgruppe F i OB Südost
 Creu de Ferro 1914 de 1a Classe - 12 de novembre de 1915)
 Creu de Ferro 1914 de 2a Classe - 20 de setembre de 1914
 Barra de 1939 a la Creu de Ferro 1914 de 1a Classe - 29 de setembre de 1939
 Barra de 1939 a la Creu de Ferro 1914 de 2a Classe - 18 de setembre de 1939
 Creu de IV classe amb Espases de l'orde del Mèrit Militar de Baviera
 Creu d'Honor 1914-1918
 Medalla dels Sudets amb barra del Castell de Praga
 Medalla de la Campanya d'Hivern a l'Est 1941/42
 Medalla d'or del Llarg Servei a la Werhmacht
 Cavaller de l'orde imperial de Francesc Josep